# Zygoptera
Pour les articles homonymes, voir Demoiselle.
Cephalozygoptera · zygoptères
Sous-ordre
Synonymes
- Cephalozygoptera Archibald et al., 2021

Les zygoptères (Zygoptera) forment un sous-ordre d'insectes appelés en français demoiselles (dont les agrions, les caloptéryx, les ischnures, etc.). On les distingue des libellules au sens strict, surtout par leur corps plus grêle et leurs ailes généralement repliées au repos. Ils appartiennent à la sous-classe des ptérygotes (Pterygota), infra-classe des paléoptères (Palaeoptera), ordre des odonates (Odonata).
Les demoiselles sont des insectes prédateurs qui se nourrissent de petits insectes (mouches, éphémères, trichoptères, cicadelles, etc.). On les retrouve à proximité de plusieurs types de milieux aquatiques. Les larves (naïades) de ces insectes sont aquatiques et également prédatrices.
Dans le monde, on retrouve près de 5 900 espèces différentes d'odonates dont près de 2 900 appartiennent au sous-ordre des zygoptères.

## Caractéristiques

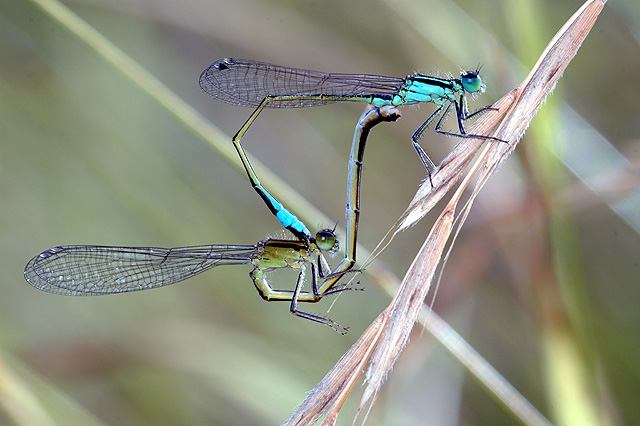
Accouplement d’agrions (Ischnura elegans) La femelle, maintenue près de sa tête par l’extrémité de l'abdomen du mâle situé au-dessus d’elle, recourbe son abdomen en direction des organes sexuels du mâle.

Les diverses espèces de ce sous-ordre sont caractérisées par :
- un corps plus grêle que celui des Anisoptera ;
- des ailes pétiolées (excluant les Calopterygidae) à peu près égales et repliées au repos (sauf chez les Lestidae qui les gardent semi-étalées) ;
- des yeux non contigus ;
- un vol plus lent que celui des libellules (au sens strict) ;
- des larves élancées, grêles, surtout nageuses, à branchies terminales lamelleuses.

## Cycle de vie
Les demoiselles sont des insectes qui se reproduisent dans des habitats généralement aquatiques ou semi-aquatiques.

### Œuf
La femelle pond ses œufs dans l'eau, parfois dans la végétation aquatique submergée ou à l'intérieur des tiges de certaines plantes (comme chez les Lestidae). Certaines espèces tropicales pondent dans le haut des arbres, à l'intérieur des broméliacées et d'autres cavités naturelles remplies d'eau.

### Larve
Chez les zygoptères et les anisoptères, la larve se nomme naïade. On retrouve également cette appellation chez les éphémères et les plécoptères. Ce stade est adapté à la vie aquatique et ne ressemble aucunement à l'adulte. Les naïades de zygoptère sont caractérisées par la présence de trois lamelles caudales (branchies) à l'extrémité de l'abdomen. De plus, la forme de leur corps est beaucoup plus élancée et grêle que chez les naïades de libellule.

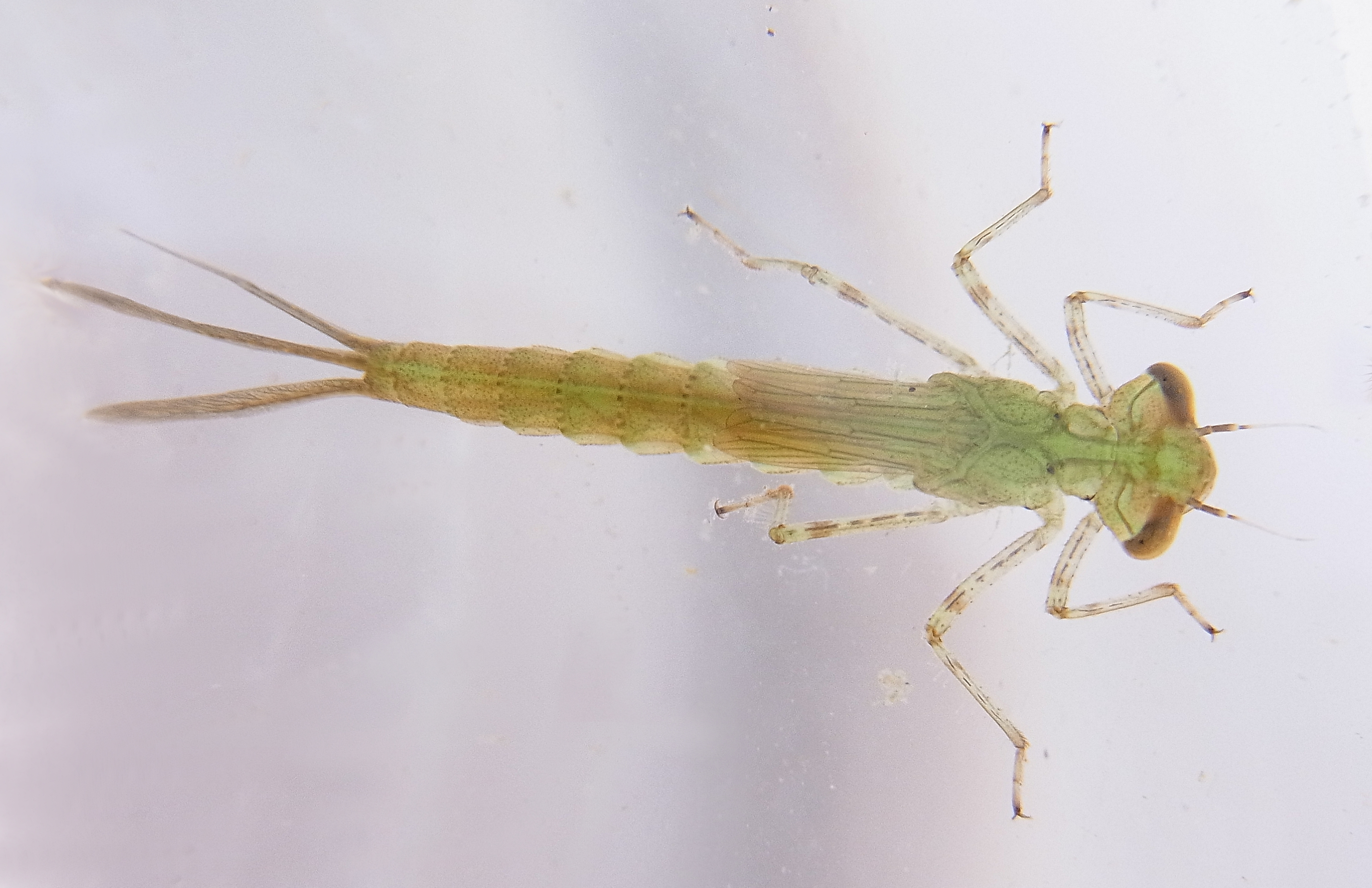
Larve d'un zygoptère.
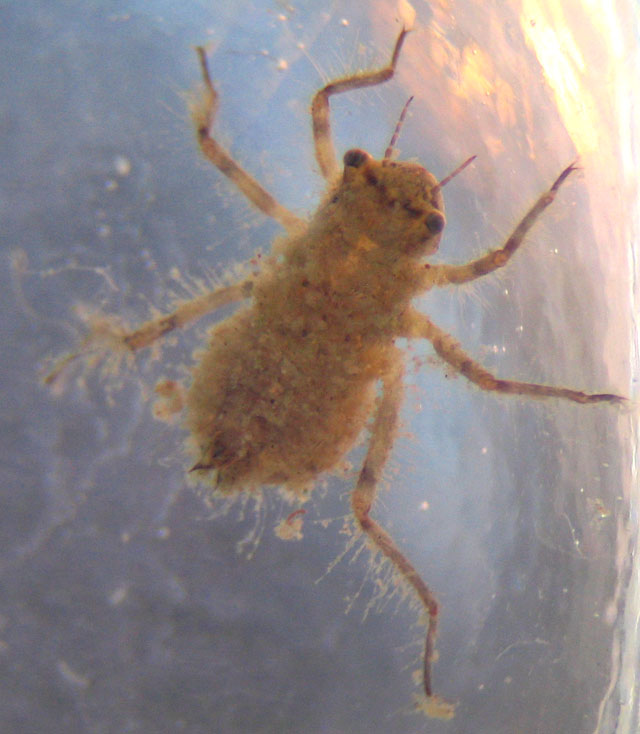
Larve d'un anisoptère.

Les naïades sont carnivores et elles attaquent une grande variété d'organismes. La composition de leur régime reflète l'importance des divers groupes de proies dans leur écosystème. Certaines études démontrent que les diptères de la famille des Chironomidae constituent leurs principales proies,.
La durée du développement larvaire varie beaucoup. Chez les petites espèces, cette période peut s'étendre de deux mois à près de trois ans. Chez les plus grandes, le développement peut aller jusqu'à cinq ans.

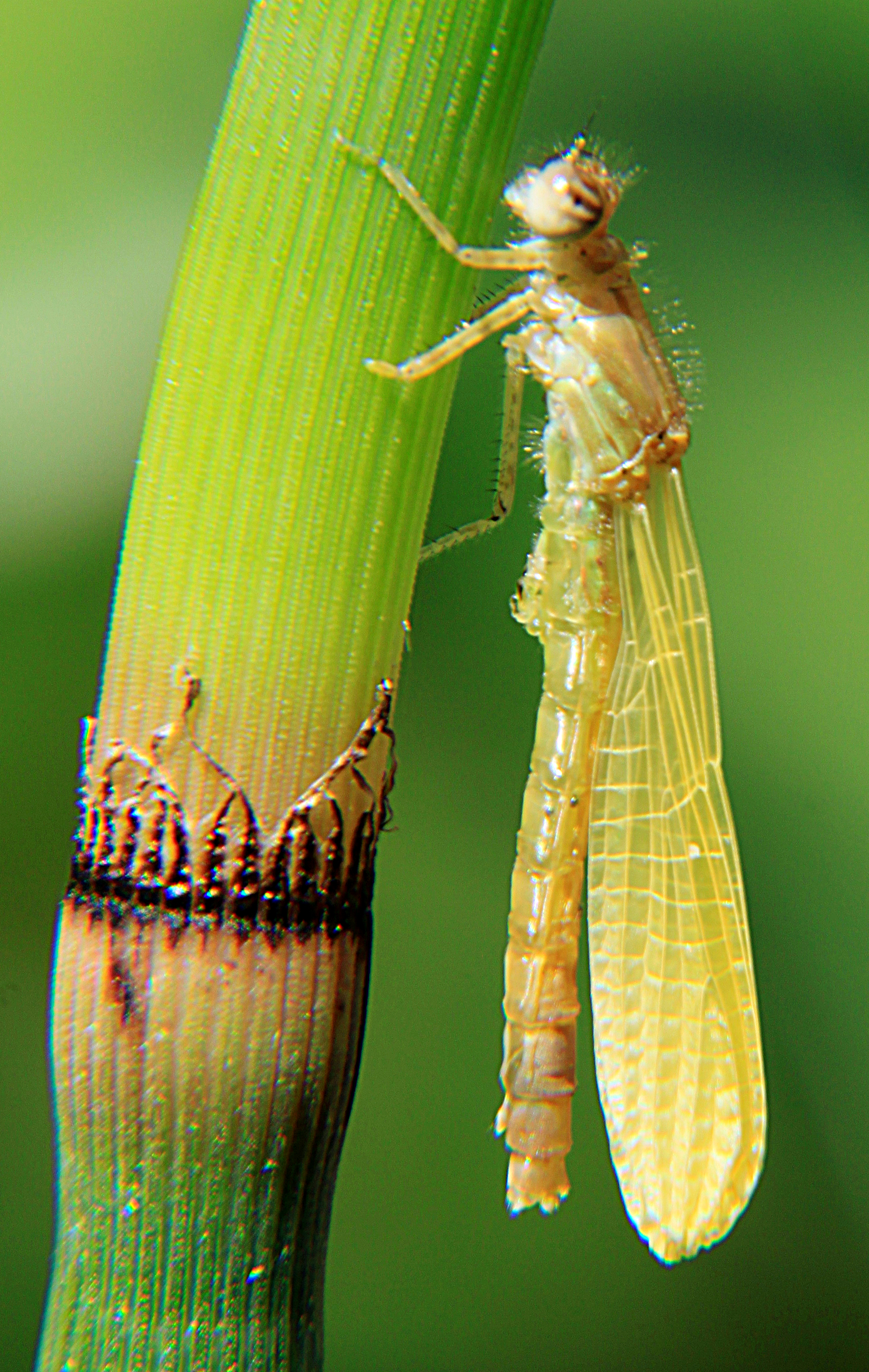
Zygoptère fraîchement émergé de son exuvie.

À la fin de son développement larvaire, la naïade quitte son milieu aquatique à la recherche d'un support ou d'une surface pour entreprendre sa mue imaginale. Certaines espèces s'éloignent peu du rivage alors que d'autres parcourent plusieurs mètres et vont grimper assez haut sur les tiges ou troncs des végétaux. La mue de la naïade est appelée exuvie.

### Adulte
Après son émergence, le zygoptère ténéral a une coloration plus terne et il a besoin de quelques semaines de maturation pour entreprendre sa période de reproduction. On retrouve les individus sexuellement matures à proximité des milieux aquatiques potentiels à la ponte. C'est d'ailleurs à cet endroit, qu'il est plus facile de les observer.

## Ennemis naturels
Les demoiselles font partie de l'alimentation de plusieurs espèces animales qui partagent leurs habitats. Les larves, étant aquatiques, entrent dans la chaîne alimentaire de plusieurs espèces comme des poissons, d'autres insectes et arthropodes aquatiques, des amphibiens, des reptiles et de certains oiseaux. Adrien Robert, un prêtre et entomologiste canadien, a observé la prédation des jeunes larves d'odonates par les mulettes d'eau douce. Celles-ci les attirent dans leurs cavités palléales par succion. Les larves peuvent aussi être parasitées par des protozoaires et certains trématodes.

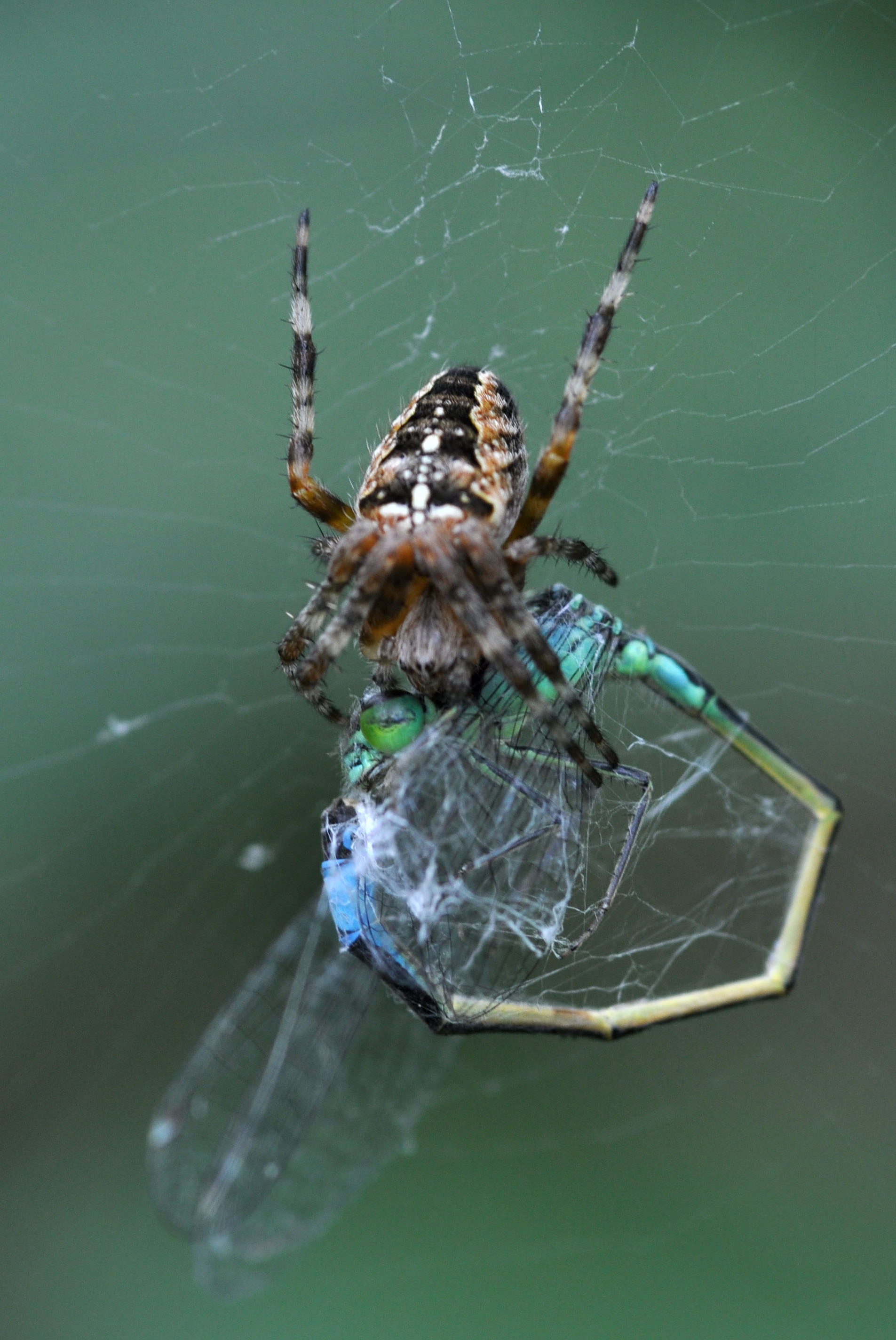
La prédation sur les zygoptères.

Les adultes sont également des proies pour plusieurs espèces d'animaux : les oiseaux, les insectes prédateurs, les araignées, les amphibiens et les reptiles. Certaines espèces de demoiselles chassent leurs semblables de plus petit gabarit. Les libellules sont également des consommatrices de zygoptères. Elles sont aussi sujettes au parasitisme, par des mouches, ou encore par des hydroacariens.

## Comportements reliés à la reproduction

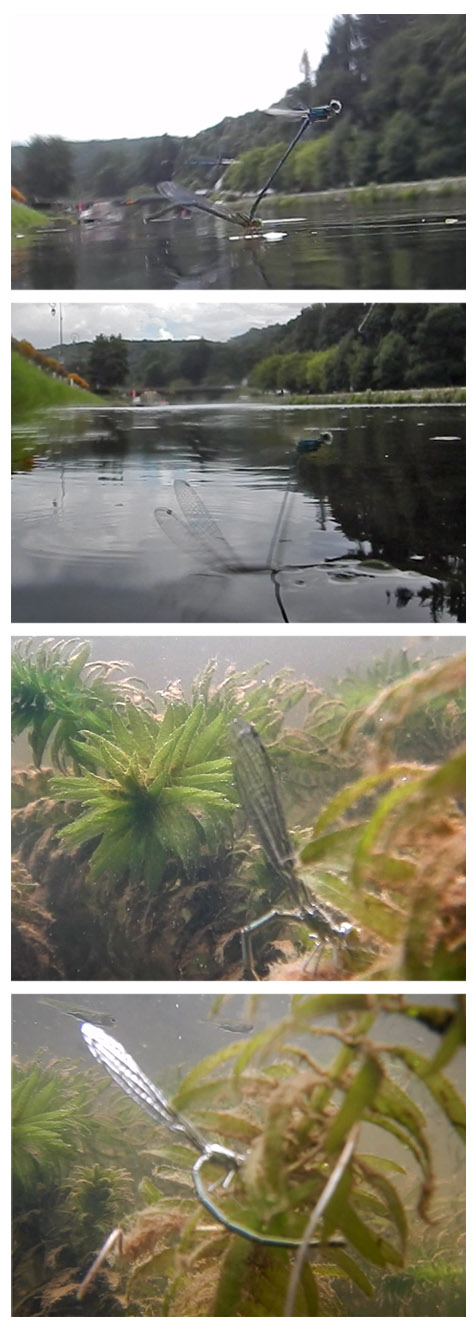
Les demoiselles plongent habituellement uniquement la pointe de leur abdomen (ovipositeur) sous l'eau pour pondre. Mais Enallagma cyathigerum s'immerge parfois totalement sous l'eau, ici à Pont-Aven en août 2016 ; deux femelles au moins sont en train de pondre (à plus de 20 cm de profondeur pour l'une, en restant plusieurs minutes sous l'eau).

Lors de la période de reproduction, les mâles se retrouvent en grande quantité dans les lieux propices à la ponte. Ils sont nombreux et peu auront la chance de s'accoupler avec une femelle. La compétition spermatique pousse les mâles à élaborer des stratégies pour avoir la chance de transmettre leurs gènes. Dans cette optique, chez les zygoptères, on observe une gamme de comportements : la poursuite, le gardiennage, la reconnaissance des cerques, etc.

### Poursuite
La poursuite est un comportement territorial qu'ont certains mâles de demoiselles (exemple : le genre Argia et la famille des Calopterygidae). Les mâles chassent férocement les autres mâles qui passent à proximité du territoire de ceux-ci. Ils s'attaquent même à d'autres espèces de zygoptères, de libellules et d'autres insectes. En gardant farouchement l'accès d'une zone de ponte, ils augmentent les chances de rencontrer une femelle prête à s'accoupler.

### Gardiennage
Deux types de gardiennage sont observables chez les zygoptères :

#### Gardiennage avec contact
Chez certaines espèces de zygoptères, après l'accouplement, le mâle reste accroché à la femelle par l'emboîtement de ses cerques avec les plaques mesostigmatiques de celle-ci. Il l'accompagnera jusqu'à la fin de la ponte. Lors de la position de garde, le corps est pratiquement à la verticale, les pattes repliées sur le thorax. Cette stratégie de gardiennage permet de s'assurer que la femelle ne s'accouplera pas avec un autre mâle.

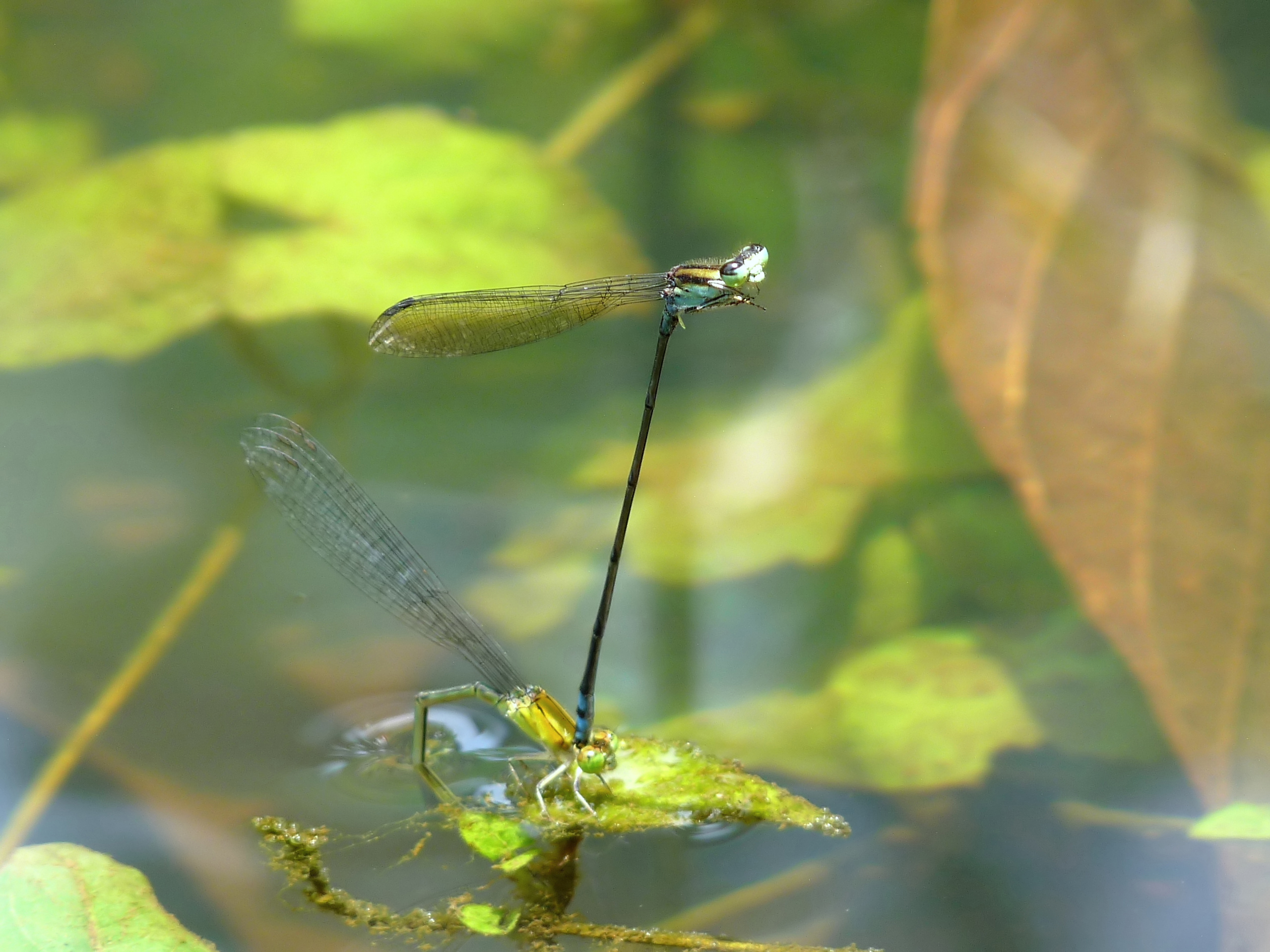
Position de garde chez Pseudoagrion indicum.
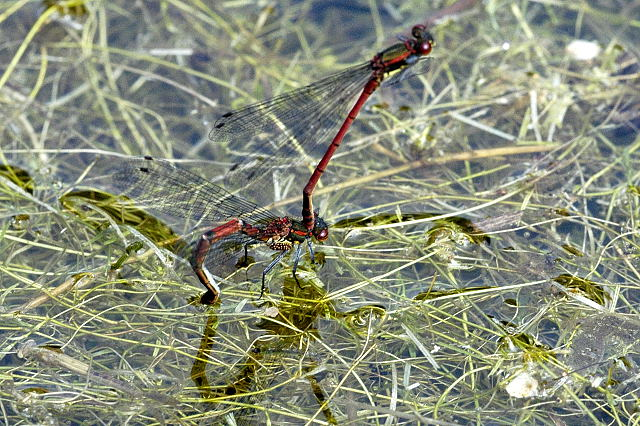
Position de garde chez Pyrrhosoma nymphula.
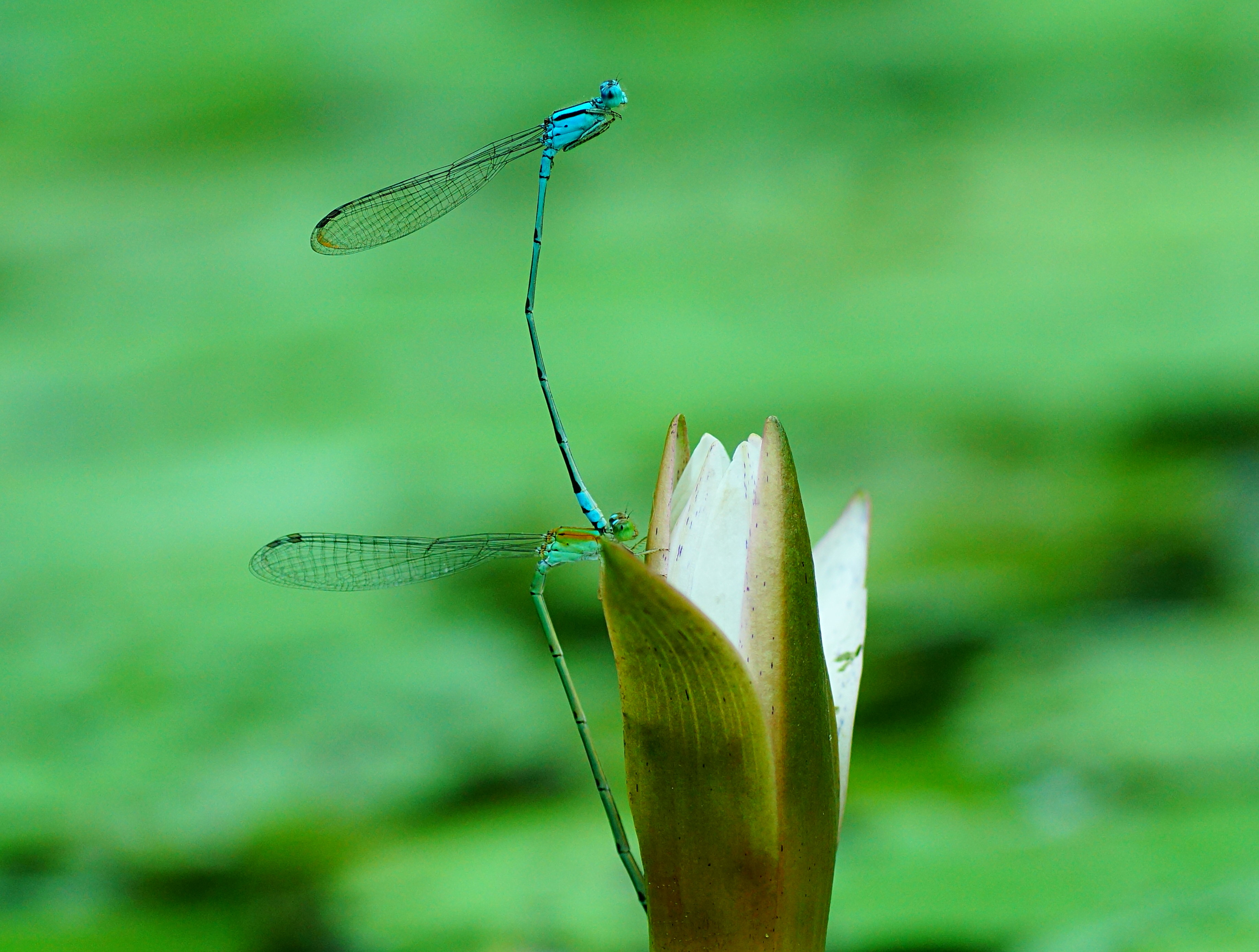
Position de garde chez un Coenagrionidae.

#### Gardiennage sans contact
Chez d'autres, le mâle relâche son étreinte et volera à proximité de celle-ci jusqu'à ce qu'elle finisse de pondre. Il restera à ses côtés, en vol ou perché, gardant un œil sur elle.

### Reconnaissance des cerques
Chez le genre Enallagma, la femelle est capable de faire la distinction de la forme des cerques du mâle. Des études ont démontré que la femelle discriminait les mâles de son espèce avec des cerques altérés. La morphologie de ces appendices semble cruciale dans la reconnaissance spécifique. Lors de l'accouplement, les cerques du mâle s'emboîtent parfaitement dans les plaques mesostigmatiques de la femelle de sa propre espèce,,.

### Immersion de l'adulte pour la ponte (chez quelques espèces)
Chez quelques espèces, la femelle peut totalement s'immerger et descendre à plusieurs centimètres ou dizaines de centimètres sous l'eau, le long de plantes pour pondre sur ces dernières, c'est le cas chez certaines espèces du genre Calopteryx (ex : Calopteryx virgo) ou certaines demoiselles (ex : Enallagma cyathigerum).

## Classification
Il existe quatre super-familles chez les zygoptères :
- super-famille des Calopterygoidea
  - famille des Amphipterygidae
  - famille des Argiolestidae
  - famille des Calopterygidae
  - famille des Chlorocyphidae
  - famille des Devadattidae
  - famille des Dicteriadidae
  - famille des Euphaeidae
  - famille des Heteragrionidae
  - famille des Pentaphlebiidae
  - famille des Philogangidae
  - famille des Polythoridae
  - famille des Rimanellidae
  - famille des Thaumatoneuridae
- super-famille des Coenagrionoidea
  - famille des Coenagrionidae
  - famille des Isostictidae
  - famille des Platycnemididae
  - famille des Platystictidae
  - famille des Protoneuridae
- super-famille des Hemiphlebioidea
  - famille des Hemiphlebiidae
- super-famille des Lestoidea
  - famille des Lestidae
  - famille des Lestoideidae
  - famille des Hypolestidae
  - famille des Megapodagrionidae
  - famille des Perilestidae
  - famille des Philogeniidae
  - famille des Philosinidae
  - famille des Pseudolestidae
  - famille des Synlestidae
- Zygoptères dans le groupe incertae sedis

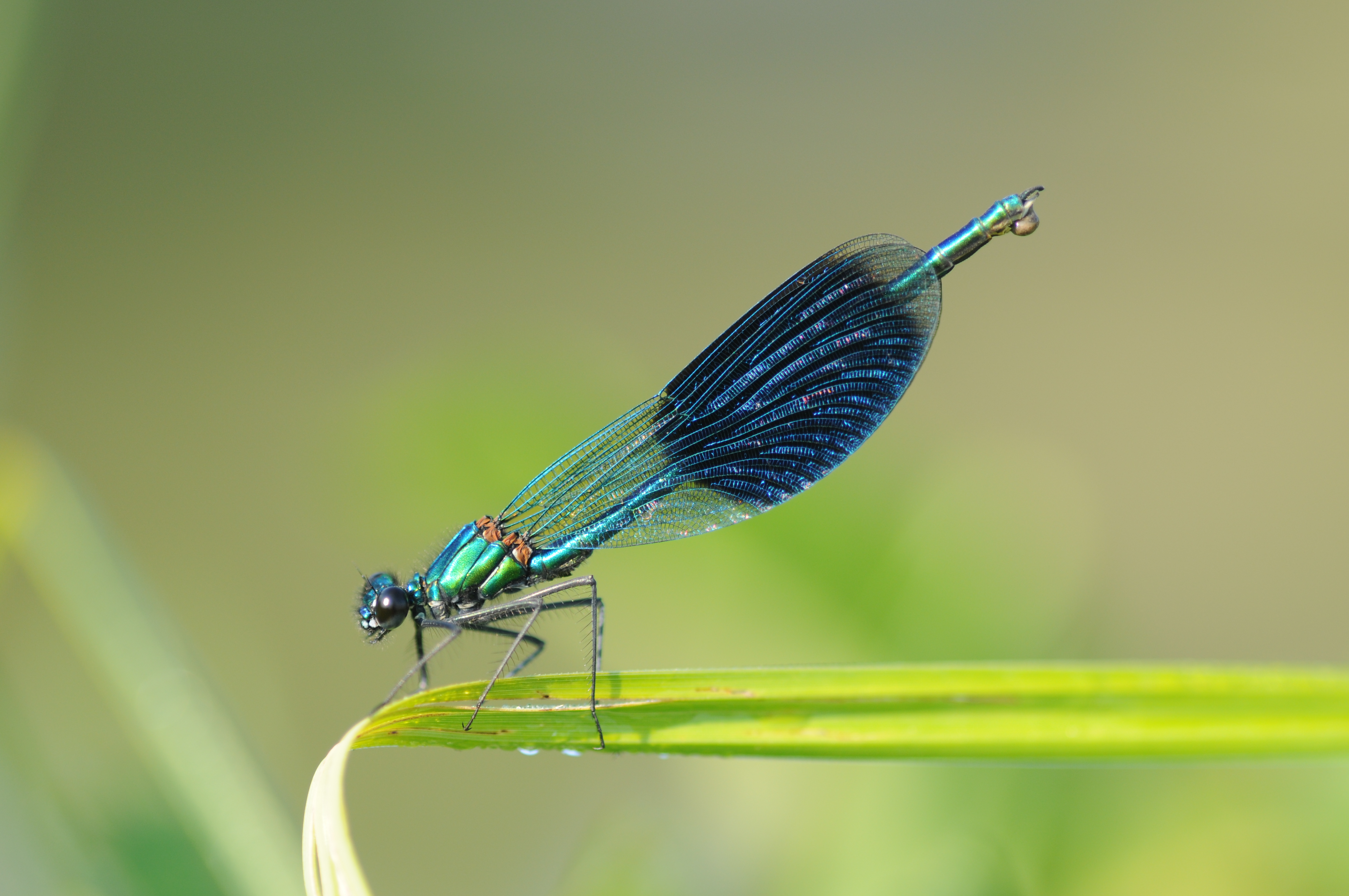
Calopteryx splendens (Calopterygoidea).
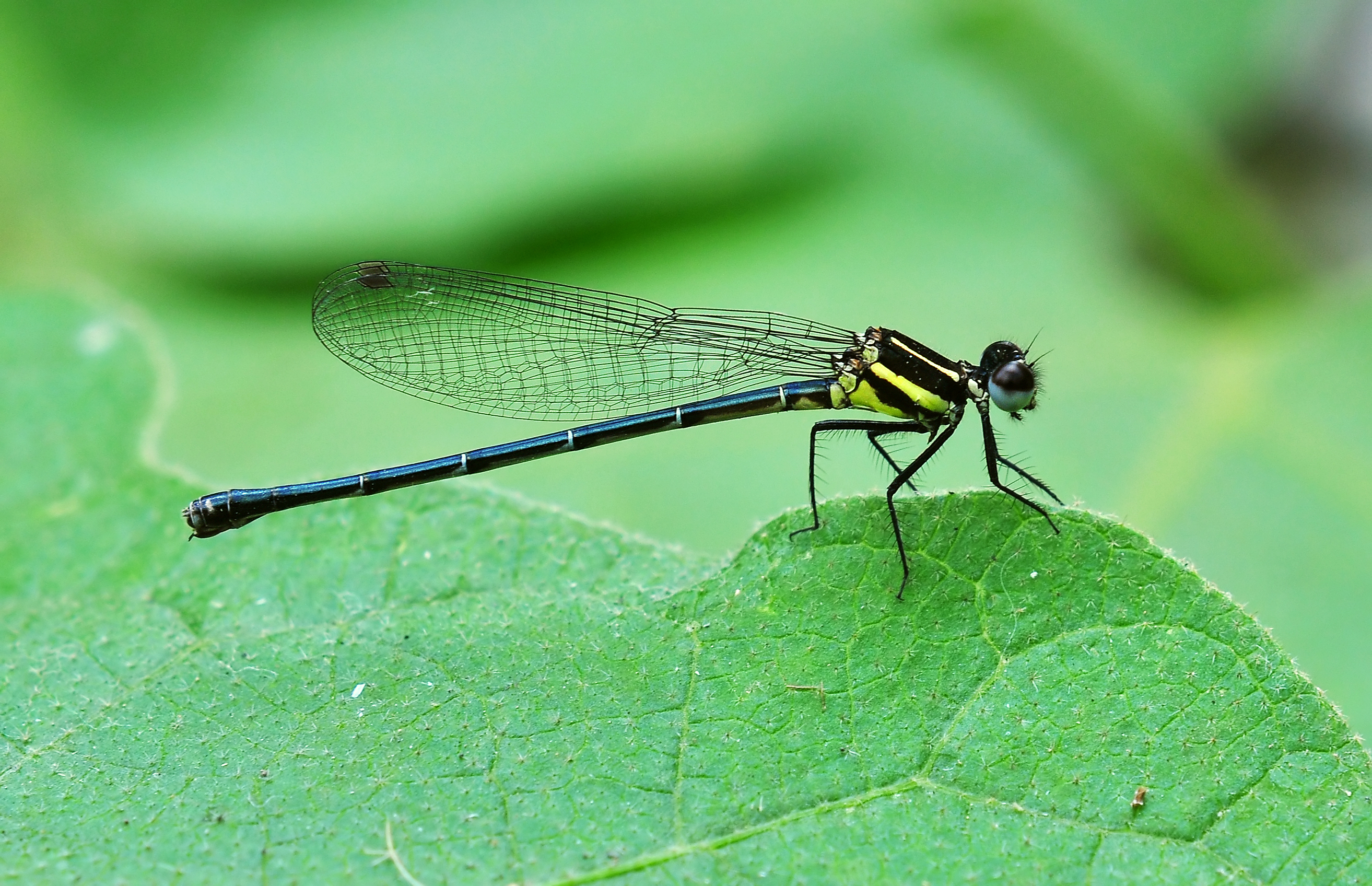
Onychargia atrocyana (Coenagrionoidea).
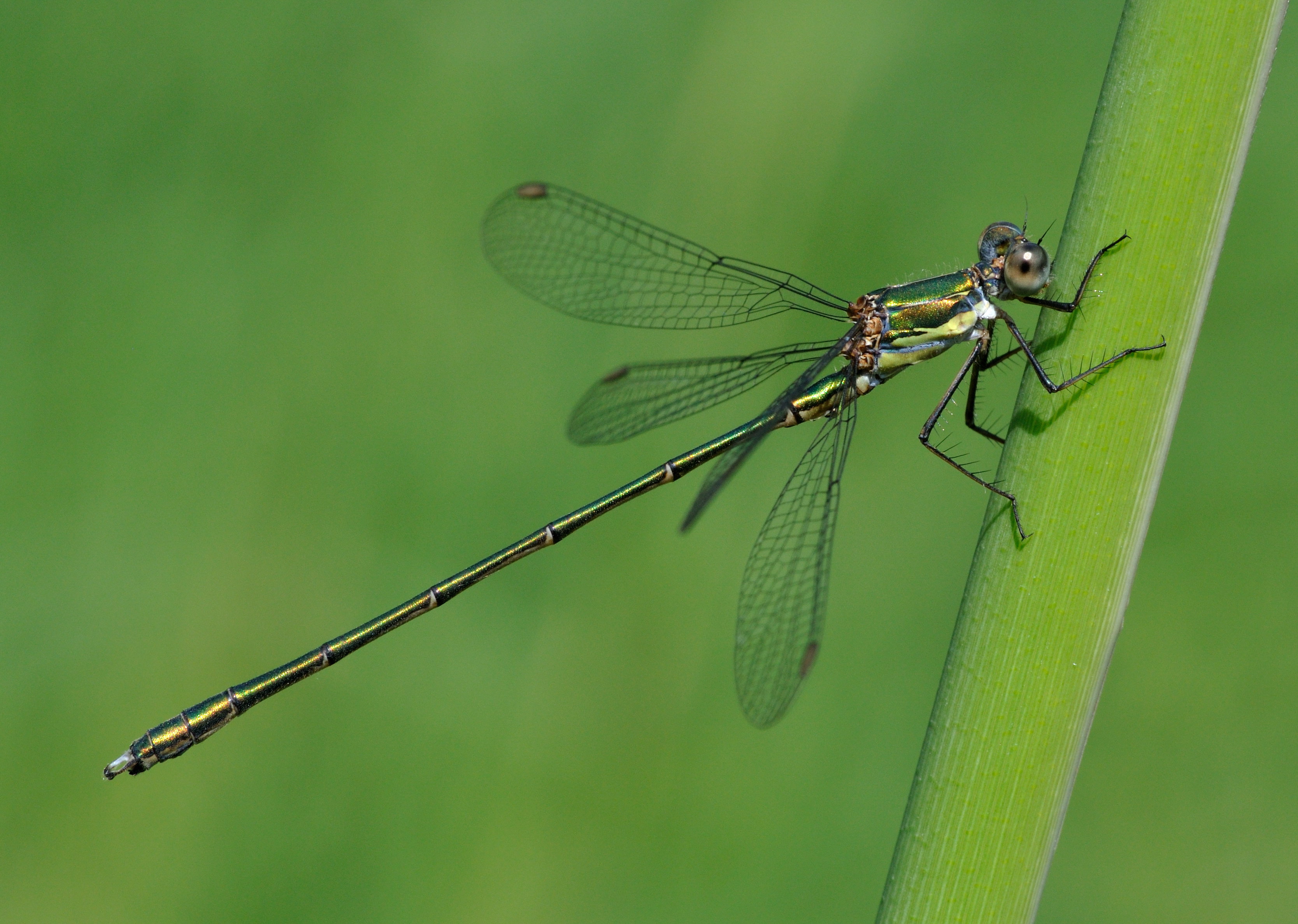
Chalcolestes viridis (Lestoidea).

## Galerie photographique

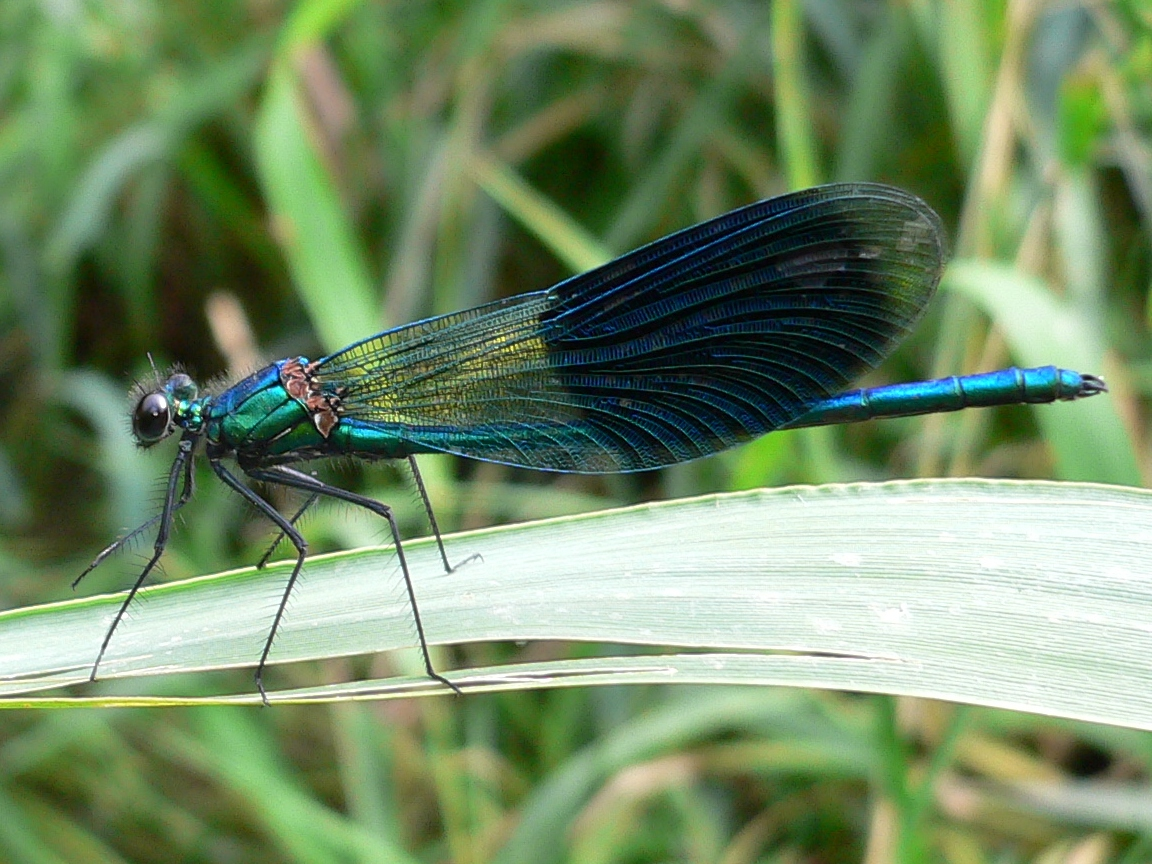
Calopteryx splendens (mâle).
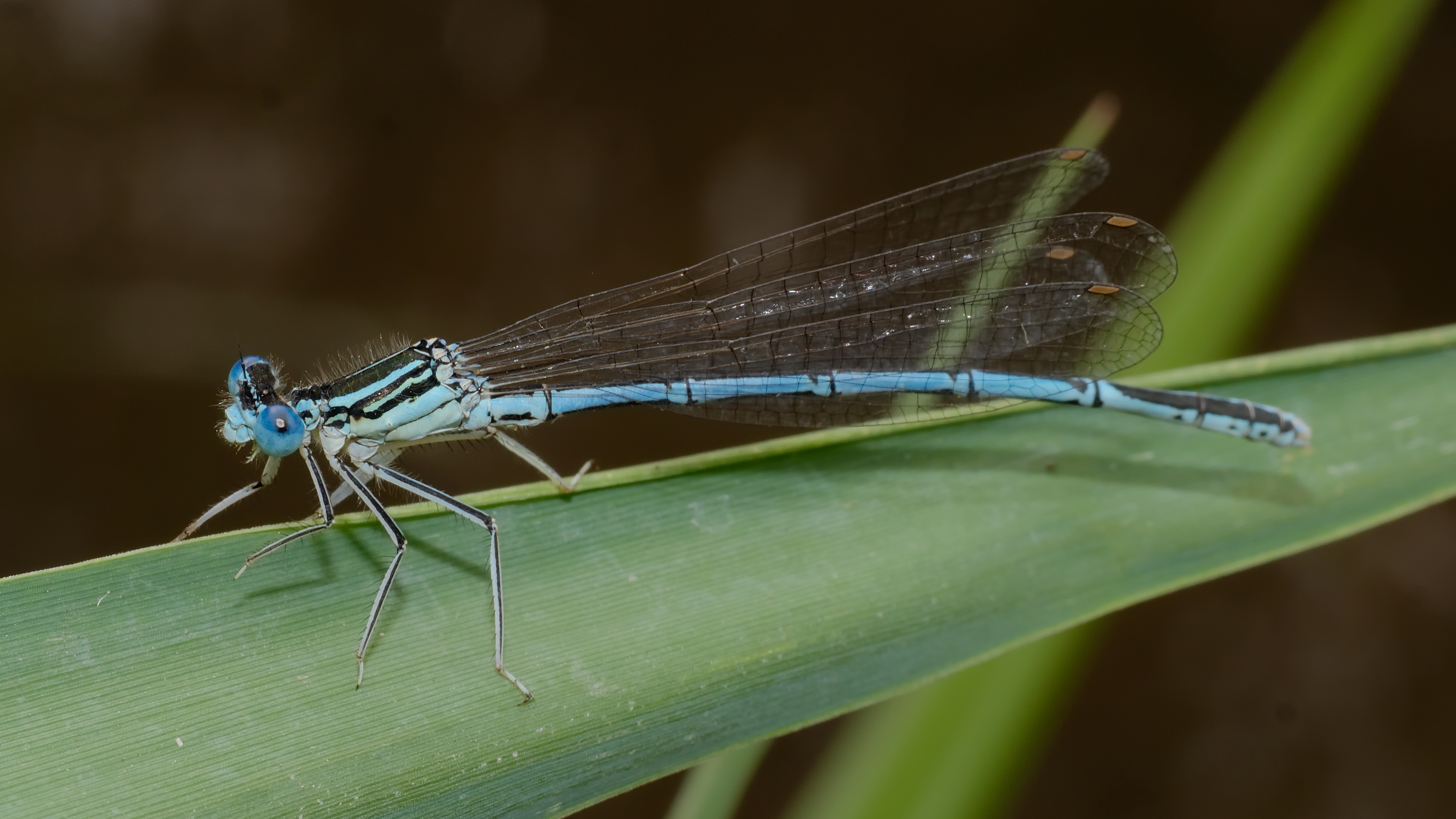
Platycnemis pennipes (mâle).
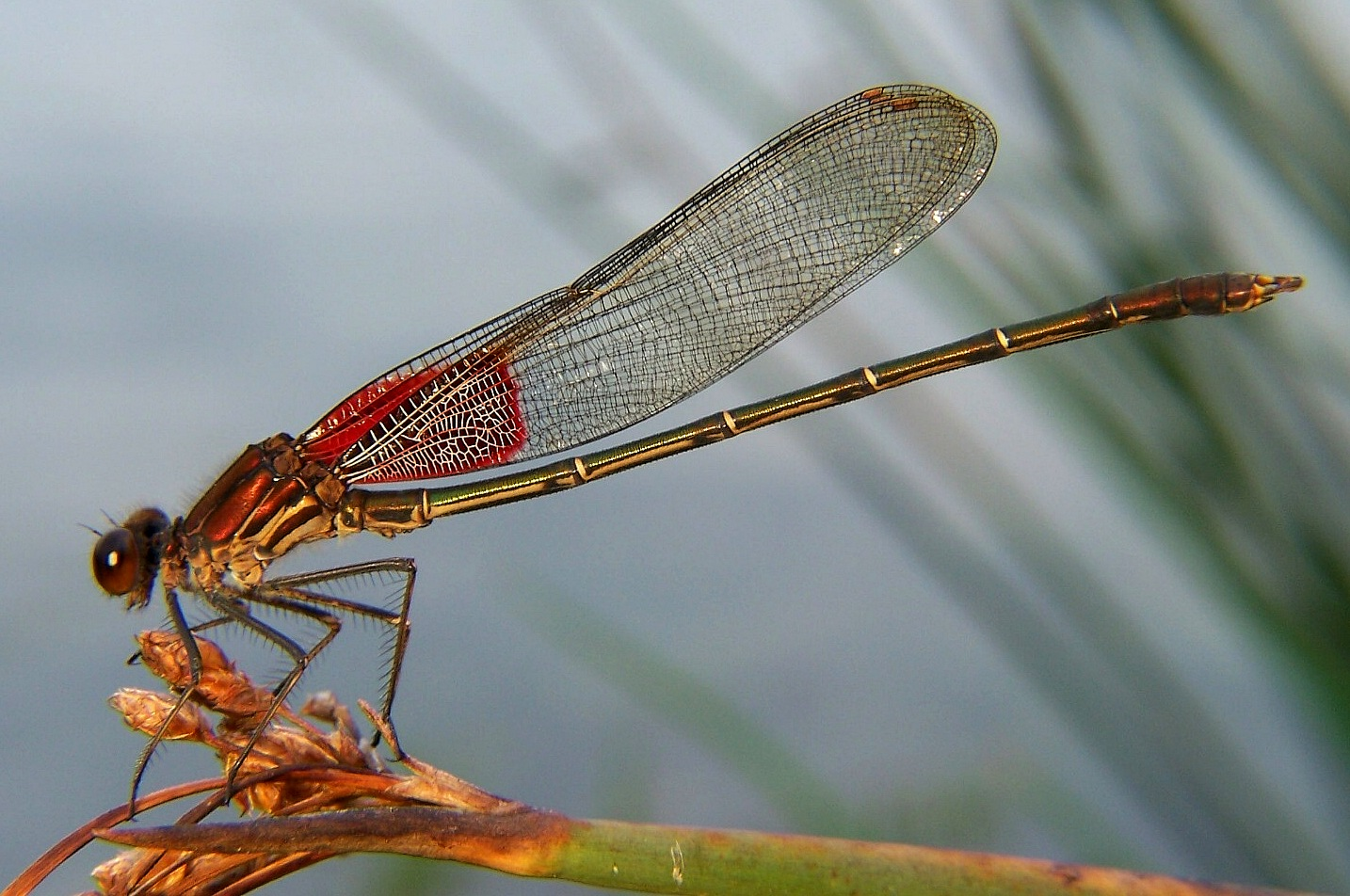
Hetaerina americana (mâle).
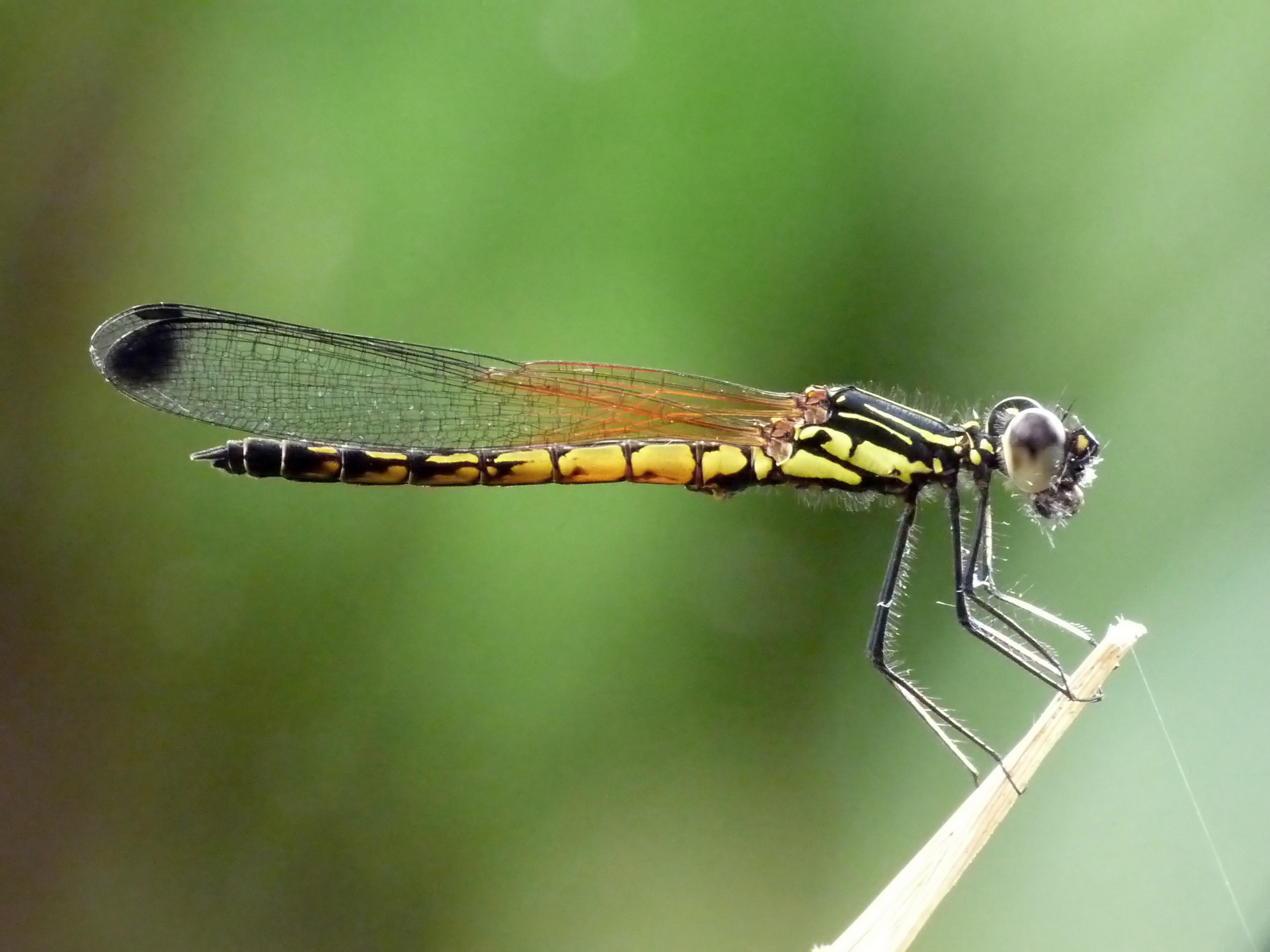
Libellago lineata (mâle).
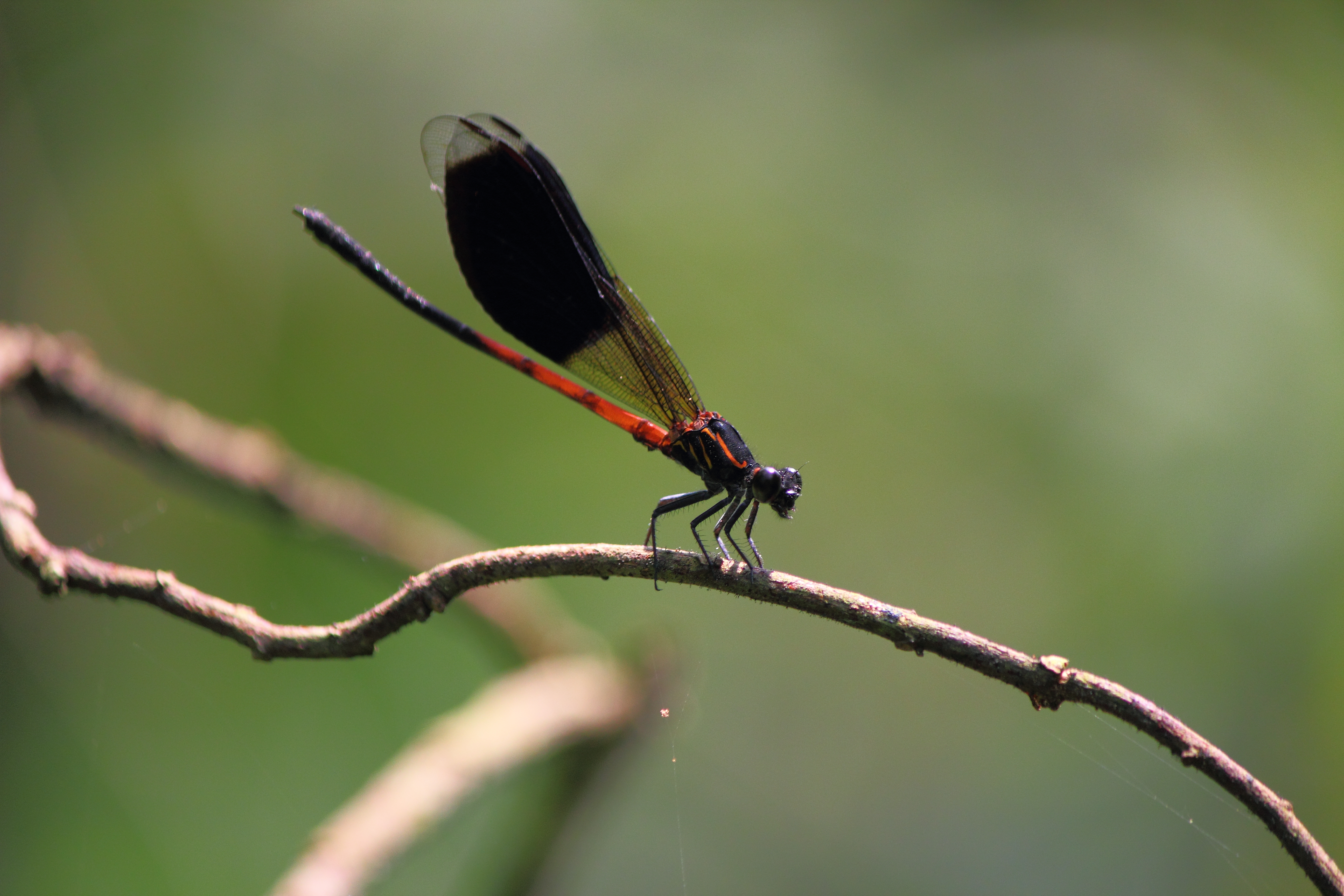
Euphaea formosa (mâle).
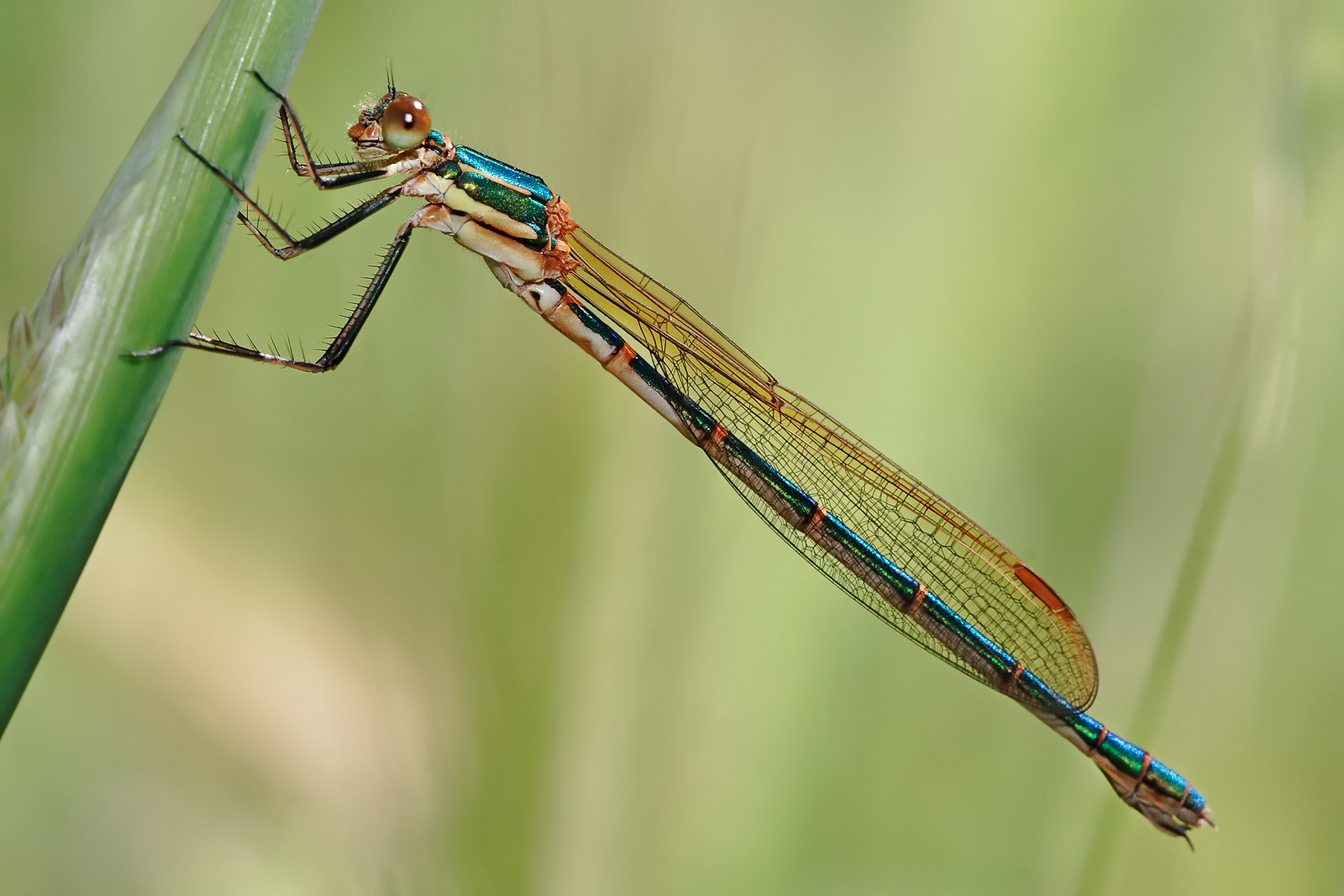
Austrolestes cingulatus (femelle).
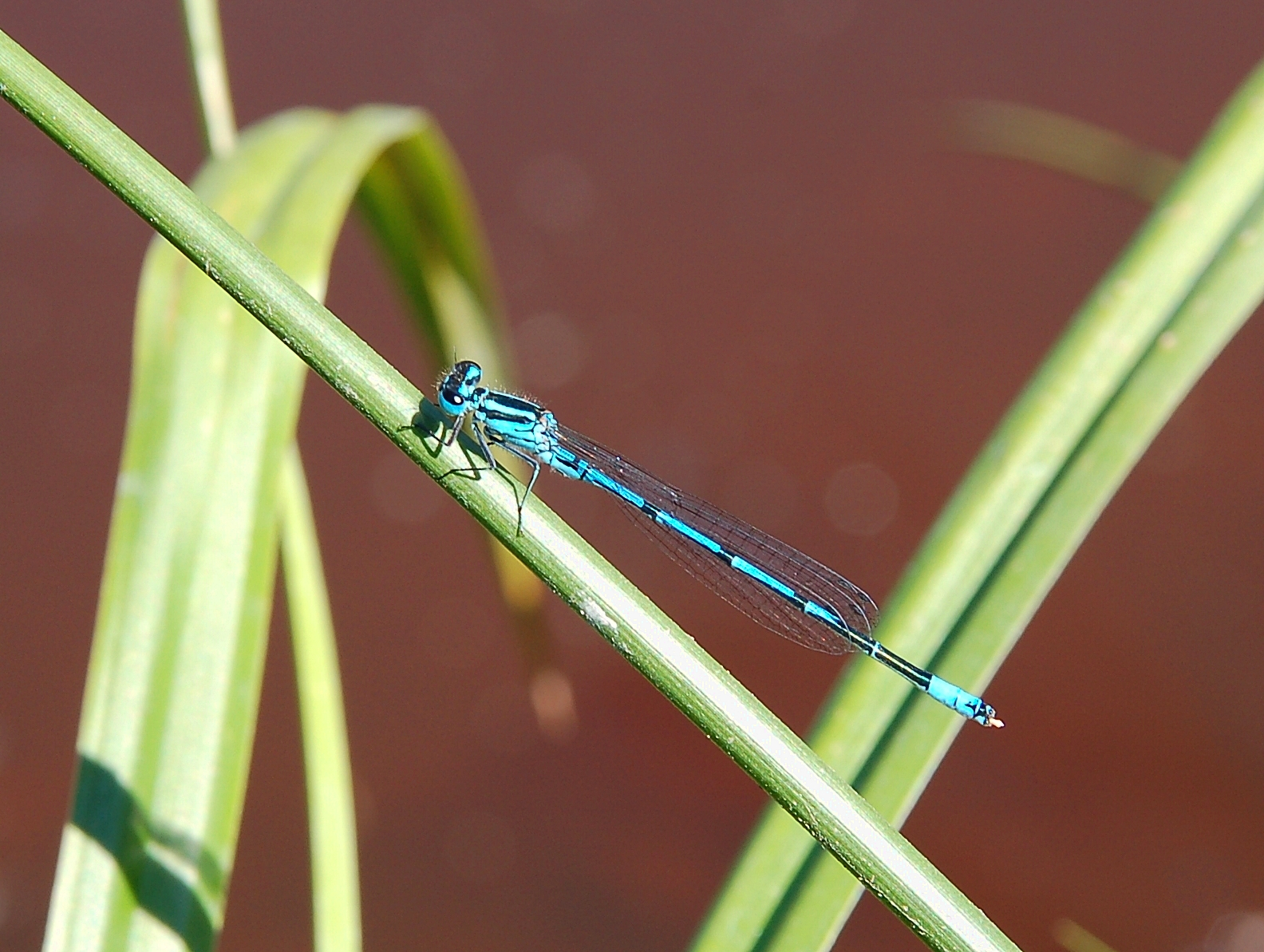
Agrion jouvencelle Coenagrion puella (mâle).
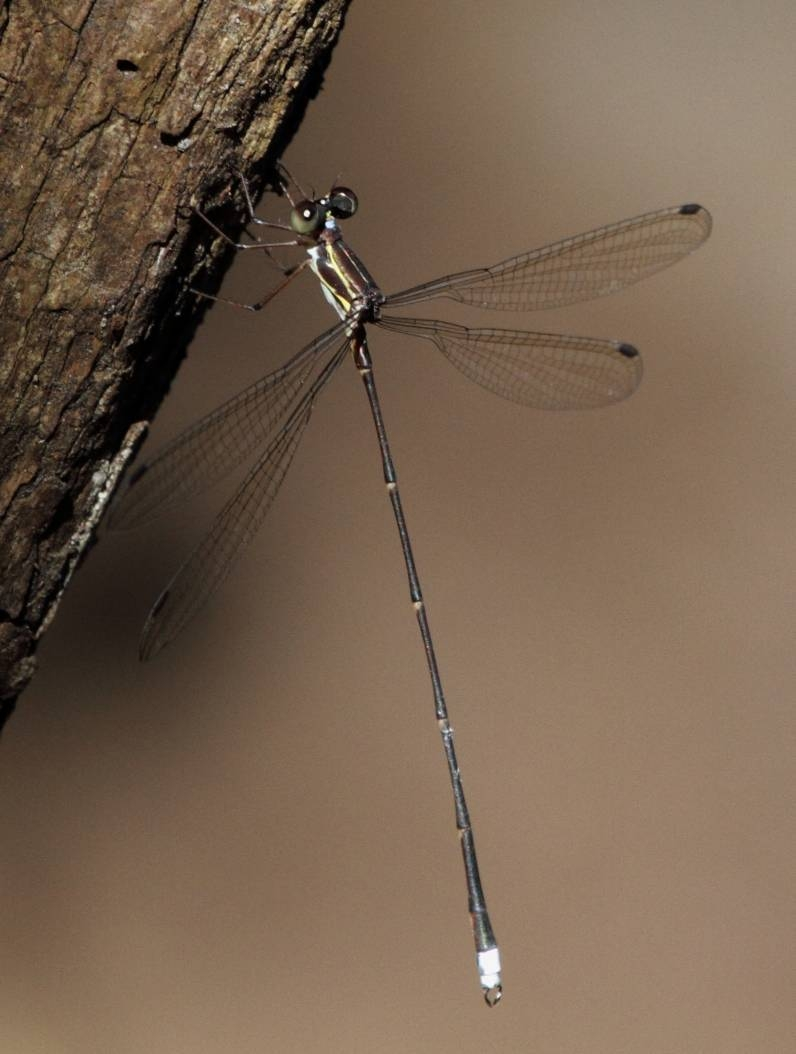
Chlorolestes nylephtha (mâle).
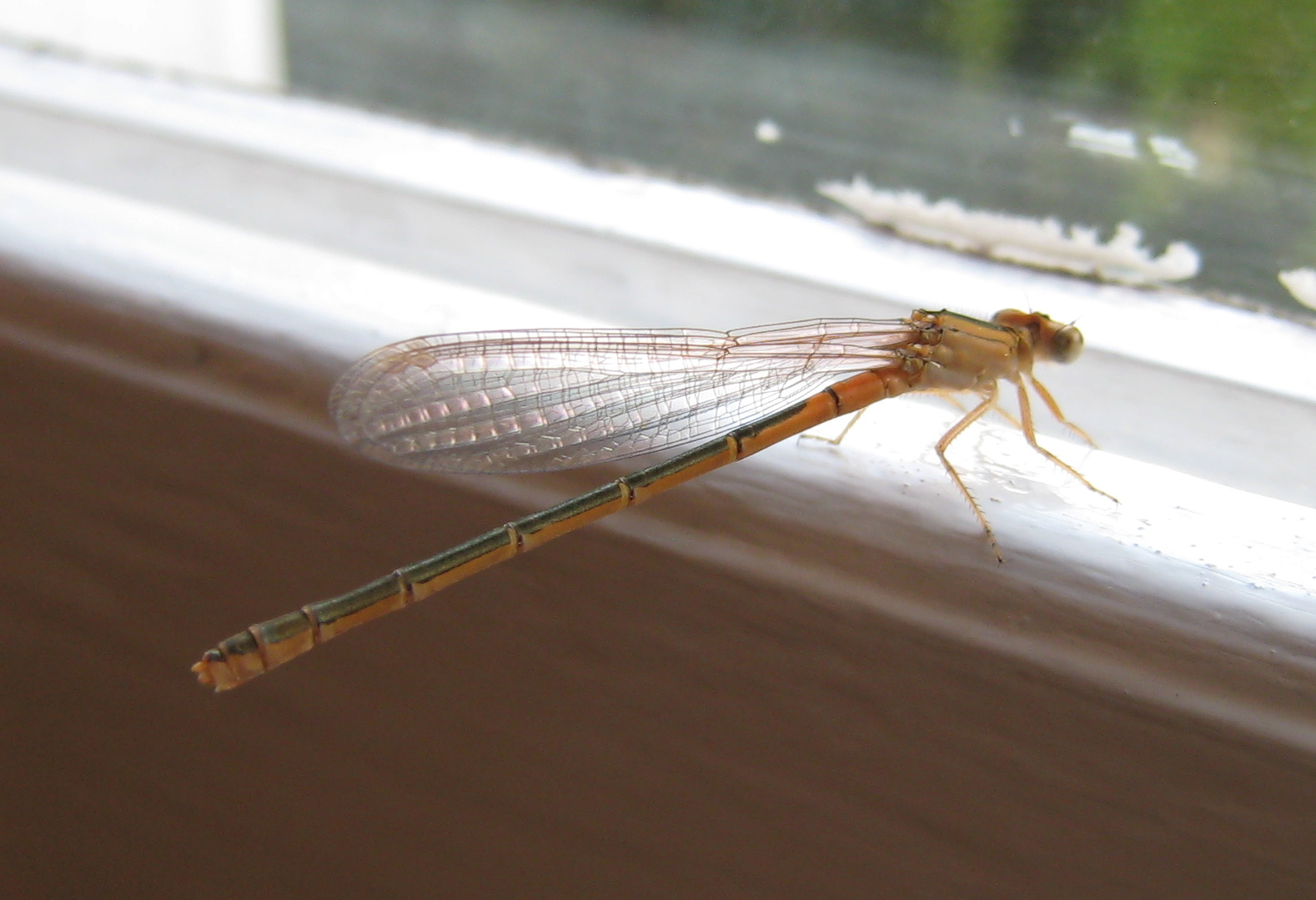
Ischnure naine Ischnura pumilio (femelle).
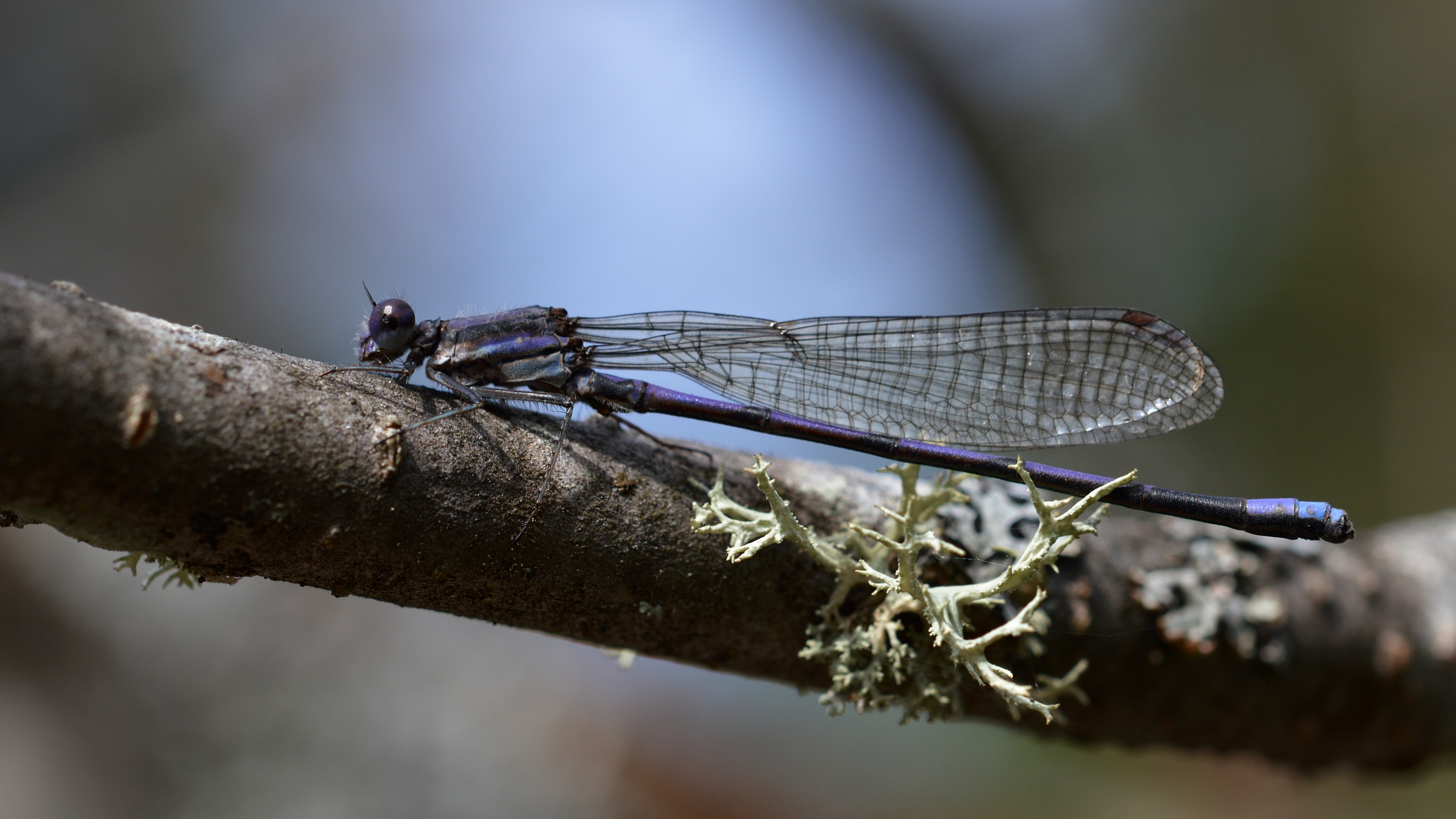
Un mâle Argia fumipennis violacea, dans le parc provincial Algonquin au Canada.
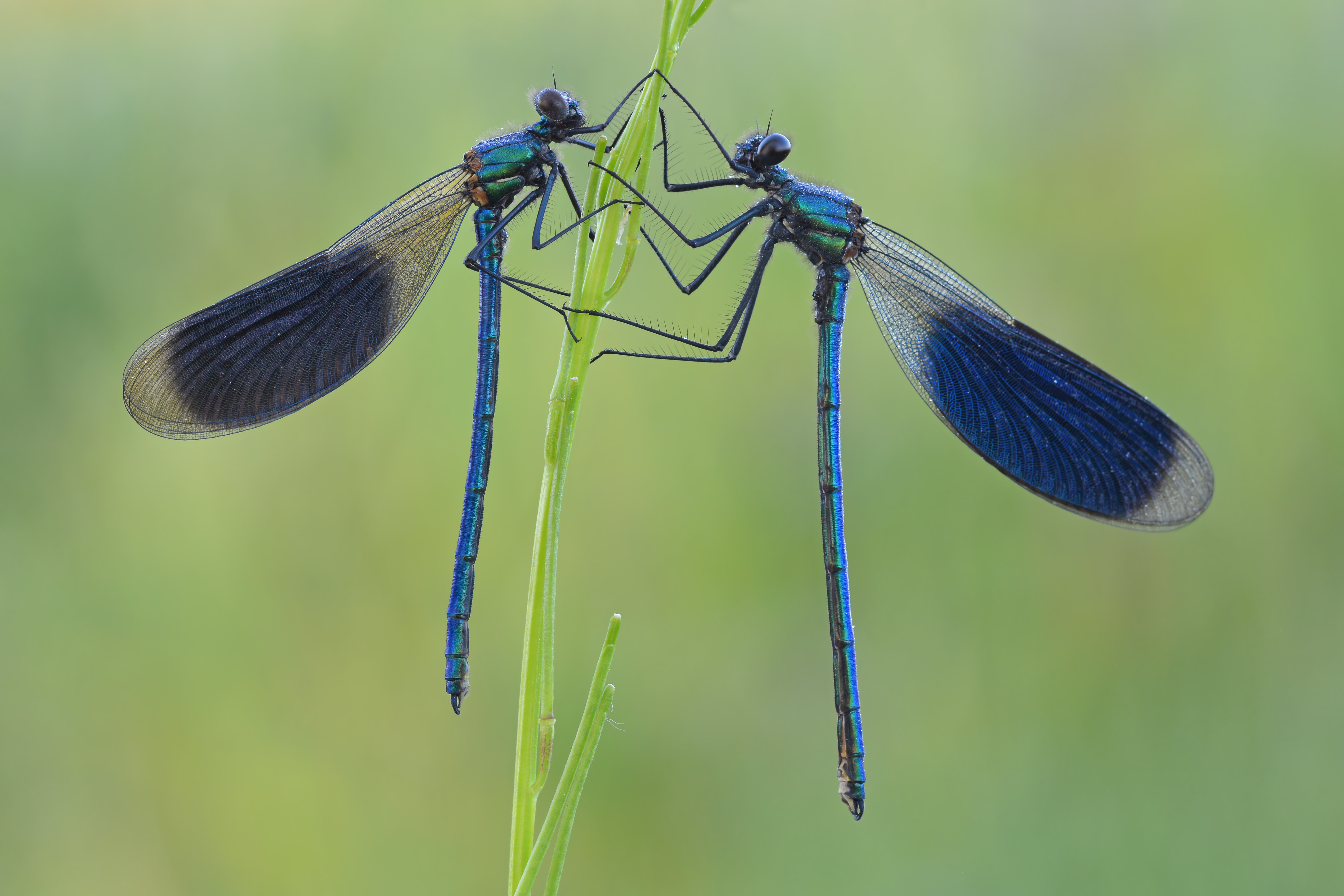
Demoiselles mâles en Allemagne. Mai 2019.